# Bristol Beaufighter
O Bristol 156 Beaufighter foi um caça-bombardeiro, de origem britânica utilizado durante a Segunda Guerra Mundial. A aeronave foi inicialmente projectada como um caça nocturno de longo alcance, sendo depois criadas versões de ataque marítimo.

## Projecto e desenvolvimento
Pouco antes do início da Segunda Guerra Mundial, a Royal Air Force sentiu a falta da existência de caças pesados, especialmente de caças nocturnos com armamento pesado e de caças de escolta de longo alcance. Para colmatar essa falta foi desenvolvido o Bristol 156 a partir das asas, cauda e trem de aterragem do torpedeiro Bristol 152 Beaufort unidos a uma nova fuselagem e a dois motores radiais Hercules.
O primeiro dos quatro protótipos voou em Julho de 1939 e a produção foi autorizada com as aeronaves equipadas com os motores Hercules XI de 1500 hp (1119 kW) de potência. A partir daí o avião foi desenvolvido em duas linhas, a primeira como caça nocturno e a segunda como avião de ataque marítimo.

## Uso operacional
Desde o início da guerra, a RAF tinha Beaufighters em serviço. Quando a Inglaterra passou a atacar a França ocupada e a Alemanha, o Beaufighter foi usado como bombardeiro de curto alcance, atacando tanques e alvos estratégicos.

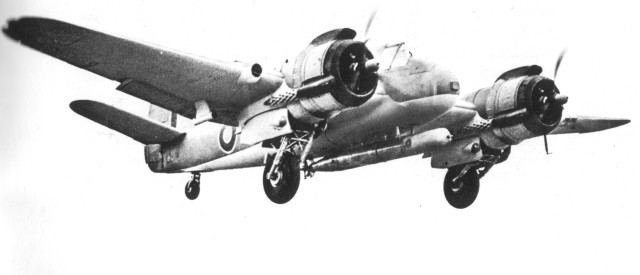
O Bristol Beaufighter.

A Austrália também utilizava Beaufighters, importando-os diretamente da Inglaterra. Em 1944, aquele país passou a fabricar Beaufighters sob licença. Eles foram largamente usados na Guerra do Pacífico, tanto pela Inglaterra quanto pela Austrália.
O Bristol 156 Beaufighter foi produzido até 1946.

## Versões
- Beaufighter Mk IF: versão inicial de caça nocturno, com motores Hercules XI, radar de nariz e um armamento de um canhão de 20 mm no nariz e seis metralhdoras de 7,7 mm nas asas;
- Beaufighter Mk IIF: desenvolvimento do Mk IF, equipado com motores Rolls-Royce Merlin XX com 1280 hp (956 kW) de potência;
- Beaufighter Mk VIF: caça nocturno com motores Hercules VI ou XVI com 1675 hp (1245 kW) de potência e radar de nariz aperfeiçoado;
- Beaufighter Mk IC: primeira versão antinavio;
- Beaufighter Mk VIC: desenvolvimento do Mk IC com capacidade de lançamento de torpedos;
- Beaufighter Mk VI (ITF): versão com capacidade para oito foguetes sob a asas, em lugar das metralhadoras;
- Beaufighter TF Mk X: versão com radar de busca e um armamento de um torpedo mais bombas ligeiras ou foguetes;
- Beaufighter TF Mk XI: desenvolvimento do TF Mk X;
- Beaufighter TF Mk 21: versão do TF Mk X construída na Austrália;
- Beaufighter TT Mk 10: conversão de antigos Beaufighter, feita depois da guerra pela RAF, para reboque de alvos.

## Operadores
- Austrália
- Canadá
- República Dominicana
- Israel
- Nova Zelândia
- Noruega
- Polónia
- Portugal
- África do Sul
- Reino Unido
- Estados Unidos

## Serviço em Portugal
A Marinha Portuguesa recebeu a partir de Março de 1945, 17 Beaufighter TF Mk X para equipar a sua Aviação Naval. As aeronaves foram integradas na Esquadrilha B das Forças Aéreas da Armada, unidade de ataque marítimo baseada no Aeroporto de Lisboa.

## Especificações (Beaufighter TF X)
Dados de: Jane's Fighting Aircraft of World War II.
Descrições gerais
- Tripulação: 2
- Comprimento: 12,6 m (41 ft)
- Envergadura: 17,65 m (58 ft)
- Altura: 4,84 m (16 ft)
- Área alar: 46,73 m² (503 ft²)
- Peso vazio: 7 072 kg (15 600 lb)
- Peso de decolagem: 11 521 kg (25 400 lb)

Motorização
- Número de motores: 2x
- Tipo do motor: motores a pistão radiais
- Fabricante/modelo: Bristol Hercules de 4 cil.
- Potência por motor: 1 600 hp (1 190 kW)

Performance
- Velocidade máxima: 515 km/h (320 mph)
- Velocidade total em Nó: 280 kn (519 km/h)
- Alcance: 2 816 km (1 750 mi)
- Razão de subida: 8,2 m/s
- Tecto de serviço: 5 795 m (19 000 ft)
- Outros armamentos: 

  - 4x canhões de 20 mm (0,787 in) Hispano Mk III no nariz e dependendo da missão
  - Variante do comando de caças
    - 4x Browning M1919 de calibre .303 7,7 mm (0,303 in)
    - 2x calibre .303
8x foguetes RP-3 de 27 kg (59,5 lb) ou
    - 2x bombas de 450 kg (992 lb)

  - Variante do comando costeiro
    - 1x metralhadora manual Vickers Go ou
    - 1x Browning para o observador
    - 1x torpedo de 450 mm (18 in)